# Masasteron bipunctatum
Masasteron bipunctatum là một loài nhện trong họ Zodariidae.
Loài này thuộc chi Masasteron. Masasteron bipunctatum được Barbara C. Baehr miêu tả năm 2004.